# Vombatus ursinus
Vombatus · Wombat commun
Genre
Espèce
Statut de conservation UICN

 LC  : Préoccupation mineure
Répartition géographique
Vombatus ursinus, le Wombat commun, unique représentant du genre Vombatus, est l'une des trois espèces de wombats et le plus gros mammifère creusant un terrier.

## Description
Le wombat commun mesure en moyenne 1 m (0,90 à 1,15 m) de long pour 27 kg (22 à 39 kg). C'est un animal trapu, ressemblant un peu à un ourson, avec sa fourrure allant du brun clair au noir, avec de petits yeux, de petites oreilles et une grosse truffe. Il a des pattes courtes et puissantes avec de grandes griffes qui lui servent à creuser le sol.

## Répartition et habitat
Il existe trois sous-espèces, habitant l'une sur le continent, la seconde en Tasmanie, et la troisième dans l'île Flinders, dans l'Archipel Furneaux. Il habite les landes, les forêts tempérées et les zones broussailleuses, où il peut creuser des terriers mesurant plus de 20 mètres.

## Mode de vie
C'est un animal solitaire passant la plus grande partie de son temps dans son terrier, ne sortant que la nuit pour se nourrir pendant la saison chaude ; par contre, il peut sortir se chauffer au soleil pendant la saison froide.

## Alimentation
Herbivore, Le wombat commun se nourrit principalement de feuilles, puis d'herbes, de mousses, de racines et d'écorces. Les Poa sont les plantes les plus consommées pendant toute l'année. Microlaena stipoides est consommée surtout durant l'été et l'automne. Il se nourrit également de Themeda australis, Carex appressa, Juncas, Stipa et Danthonia penicillata.

## Reproduction

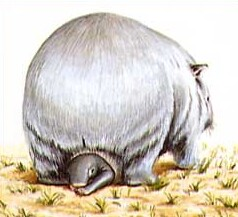
Une femelle wombat avec son petit dans la poche marsupiale s'ouvrant vers l'arrière.

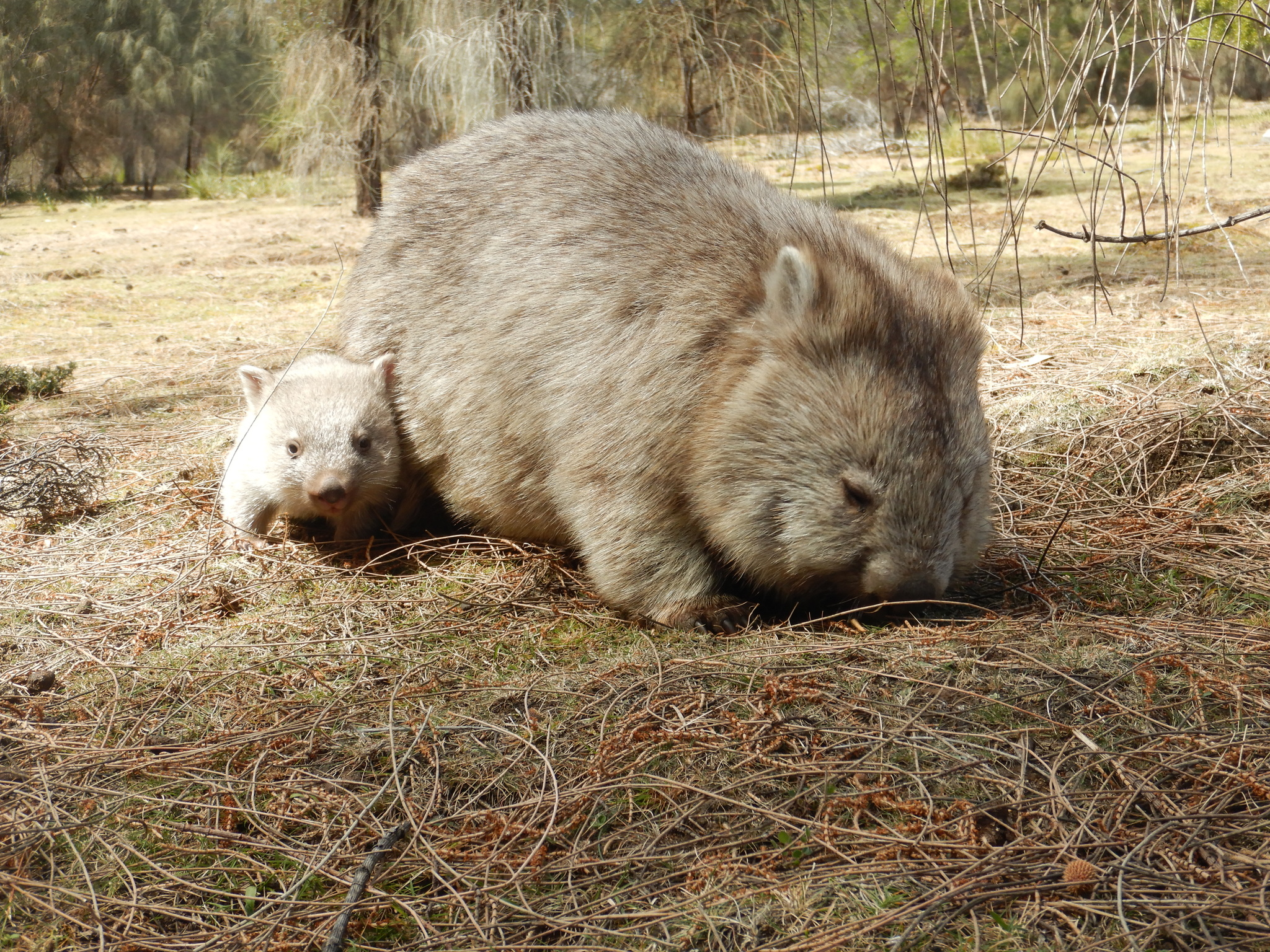
Wombat commun et son petit.

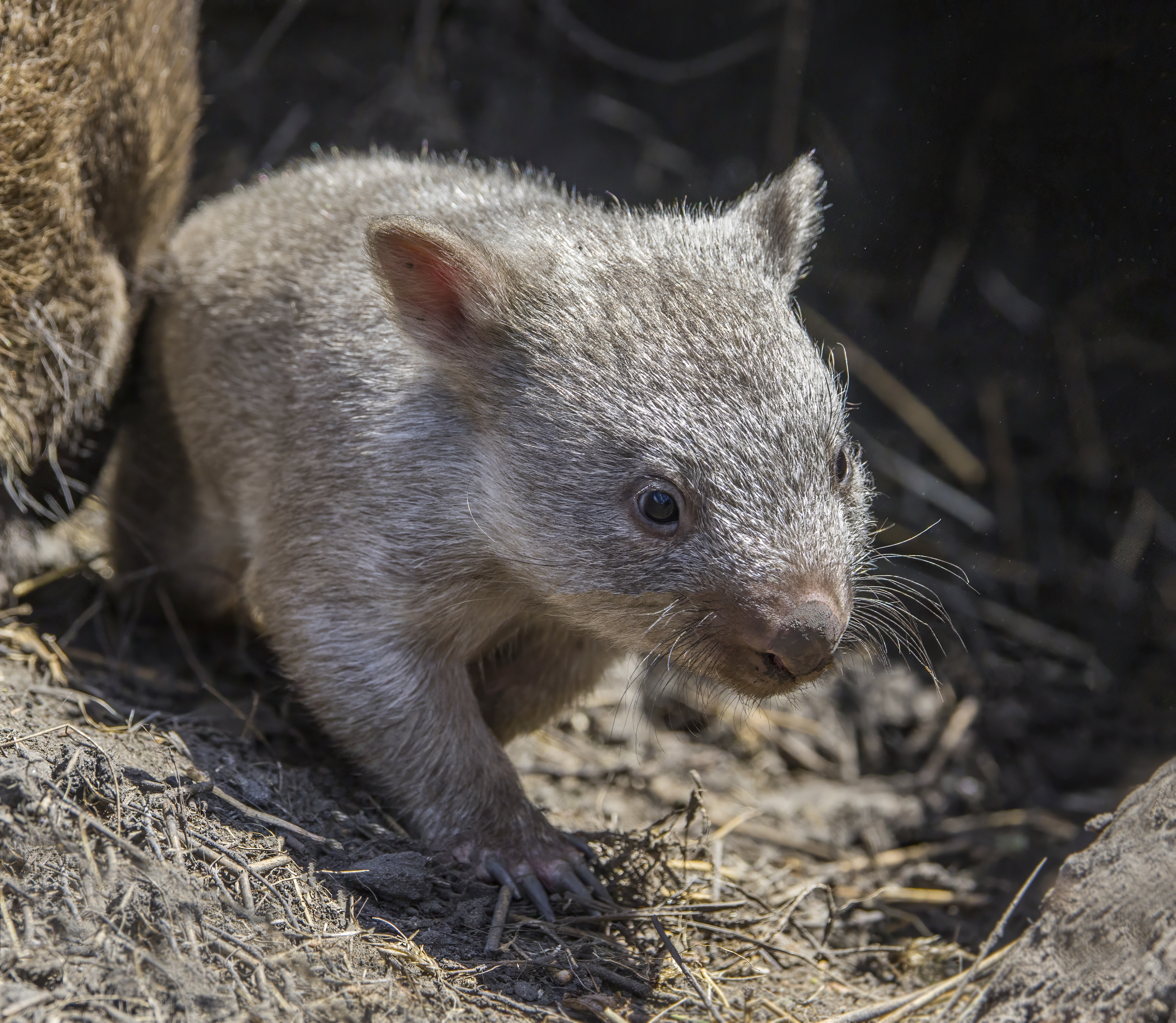
Un jeune Vombatus ursinus en balade sur l'Île Maria (Australie).

La période de reproduction est continue avec une prédominance en hiver. La gestation dure un mois et il n'y a généralement qu'un petit qui passe six mois dans la poche maternelle, restant jusqu'à 18 mois avec elle. Il y a en moyenne une portée tous les deux ans.
Le petit atteint sa maturité sexuelle vers l'âge de deux ans. Il peut vivre jusqu'à 11 ans dans la nature.

## Protection

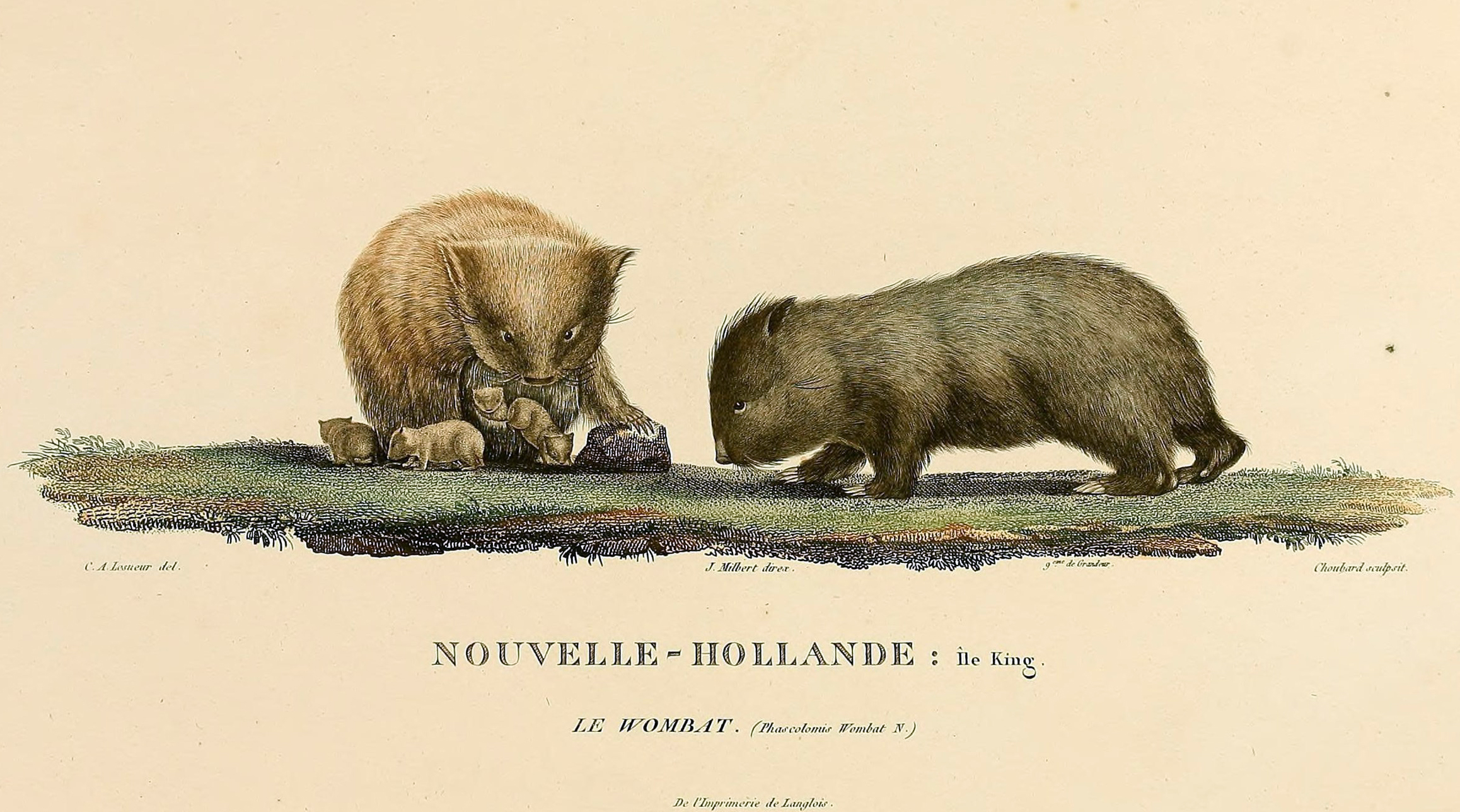
Illustration par Charles-Alexandre Lesueur de wombats de King Island, sous-espèce maintenant éteinte (1807).

C'est un animal protégé mais, s'il est encore commun dans le nord-est de la Tasmanie, il est en voie de disparition ailleurs : empoisonnement avec les lapins et les wallabies, destruction de son domaine, chasse illégale en raison des dégâts provoqués, accidents de la circulation, prédation (aigles, chiens), tous ces facteurs interviennent dans sa disparition.

## Systématique
Le nom valide complet (avec auteur) de cette espèce taxon est Vombatus ursinus (Shaw, 1800).
L'espèce a été initialement classée dans le genre Didelphis sous le protonyme Didelphis ursina Shaw, 1800.
Vombatus ursinus a pour synonymes :
- Didelphis ursina Shaw, 1800
- Phascolomys ursinus (Shaw, 1800)
- Phascolomys vombatus Leach, 1815

Quant au genre Vombatus, son nom valide complet est Vombatus É.Geoffroy Saint-Hilaire, 1803 et il a pour synonymes :
- Amblosia Illiger, 1815
- Amblosis Billberg, 1827
- Amblotes Swainson, 1825
- Amblyotis Agassiz, 1846
- Phascolomis É.Geoffroy Saint-Hilaire, 1803
- Phascolomus Rafinesque, 1815
- Uomlatus Rees, 1807
- Wonbatus Froriep, 1806